# Яндекс.Атом
Яндекс.Атом — платформа российской компании Яндекс, позволяющая онлайн-сервисам адаптироваться под интересы каждого конкретного пользователя. Разработка была представлена 2 октября 2013 года на ежегодной технологической конференции Яндекса YaC. Технология позволяет сайтам (например, интернет-магазинам) на основе анонимных данных Яндекса о пользователях и вероятной модели их поведения сразу направлять их в нужный раздел сайта и предлагать конкретные товары и услуги, а ненужные данные отсекаются автоматически. Среди возможных сценариев — изменение стартовой страницы, ранжирование объектов внутри категории и умные рекомендации. Технология, которая в теории должна повысить конверсию и глубину просмотра, находится в состоянии закрытого тестирования с некоторыми участниками рынка.